# Paddy Cosgrave
Patrick "Paddy" Cosgrave é um empreendedor irlandês. Ele é co-fundador da Web Summit, uma conferência anual de tecnologia e CEO da empresa que administra a  Web Summit e outros eventos. Em 2015, ele foi listado 18 º na lista Wired UK das pessoas mais influentes na Europa na área da tecnologia.

## Início da vida e educação
Paddy Cosgrave cresceu numa quinta no condado de Wicklow. Foi educado na Glenstal Abbey School e Trinity College Dublin, onde estudou Negócios, Economia e Estudos Sociais (BESS). No Trinity College era presidente da University Philosophical Society e editor da Piranha, uma revista satírica da faculdade. Durante a sua presidência de The Phil, a sociedade introduziu Phil Speaks, uma iniciativa de divulgação destinada a promover o debate e discurso público em escolas secundárias irlandesas. Cosgrave graduou-se com um BA do Trinity College, programa de Dublin BESS em 2006.

## Carreira
Cosgrave foi um dos organizadoras e diretor executivo do Rock the Vote Ireland, uma campanha lançada em abril de 2007 para incentivar os jovens a votar nas eleições gerais irlandesas de maio de 2007. Ele também foi co-fundador da MiCandidate, um site que "forneceu informações detalhadas sobre cada candidato em execução nas eleições gerais de 2007". A MiCandidate expandiu o seu escopo para se tornar um sindicato de notícias e informações sobre políticos europeus para organizações de média. A empresa foi vendida por "uma soma não revelada" em outubro de 2009.
Cosgrave é o co-fundador das conferências Web Summit e F.ounders e CEO da Ci, a empresa que administra as duas conferências e outros eventos. F.ounders é um evento apenas para convidados realizado pela primeira vez em Dublin, em outubro de 2009. A primeira Dublin Web Summit em novembro de 2010 contou com a participação de aproximadamente 400 pessoas. A quarta edição da Web Summit, realizada em novembro de 2014, teve uma participação de mais de 22.000 e 30.000 eram esperados para participar do evento em Dublin, em novembro de 2015. Desde 2016, que a Web Summit é realizada em Lisboa, embora a Ci continuará a ter sede em Dublin. Em 2014, a Ci começou a introduzir novos eventos nos Estados Unidos (Collision) e Hong Kong (RISE), com um evento chamado SURGE planeado para fevereiro de 2016 na Índia.
A Cosgrave recebeu a medalha de ouro anual da Associação dos Exportadores Irlandeses de 2015. Ele foi listado 18 º na lista de 2015 Wired UK dos "100 pessoas mais influentes no mundo".